# Szczerolotek dwubarwny
Szczerolotek dwubarwny (Rhamnusium bicolor) – chrząszcz z rodziny kózkowatych.
Tę kózkę charakteryzuje różnobarwność ubarwienia; osobniki z tego samego gatunku mogą być jasnobrązowe, niebieskie, zielonkawe lub niebieskobrązowe. Czułki samców są nieco większe niż samic. Osiąga do 2,5 cm długości. Imago żyją krótko, zwykle około 3 tygodni. Larwy natomiast mogą żyć nawet 3 lata. Szczerolotki dwubarwne zamieszkują głównie parki i ogrody. Larwy żerują w spróchniałych, ale stojących drzewach.